# Ooi Tze Liang
Ooi Tze Liang (Penang, 19 novembre 1993) è un tuffatore malese.
Ha rappresentato la nazionale malese ai Giochi olimpici di Rio de Janeiro 2016.

## Palmarès
- Giochi asiatici

Guangzhou 2010: argento nel sincro 10m.
Incheon 2015: argento nel sincro 3m e bronzo nel sincro 10m.
- Campionati asiatici di nuoto

Tokyo 2016: argento nel sincro 3 m.
- Giochi del Commonwealth

Glasgow 2014: oro nel sincro 3 m e argento nella piattaforma 10m.